# Rocks Tour
Rocks Tour – pierwsza trasa koncertowa grupy muzycznej Aerosmith; w jej trakcie odbyło się siedemdziesiąt sześć koncertów.
1. 16 kwietnia 1976 – St. Louis, Missouri, USA – Kiel Auditorium
2. 28 kwietnia 1976 – Kansas City, Missouri, USA – Kemper Arena
3. 8 maja 1976 – Pontiac, Michigan, USA – Pontiac Silverdome
4. 10 maja 1976 – Nowy Jork, USA – Madison Square Garden
5. 12 maja 1976 – Charlotte, Karolina Północna, USA – Charlotte Coliseum
6. 14 maja 1976 – Jacksonville, Floryda, USA – Jacksonville Memorial Coliseum
7. 17 maja 1976 – Miami, Floryda, USA – Jai-Alai Fronton
8. 19 maja 1976 – Huntsville, Alabama, USA – Von Braun Civic Center
9. 20 maja 1976 – Mobile, Alabama, USA – Municipal Auditorium
10. 22 maja 1976 – Atlanta, Georgia, USA – Omni Coliseum
11. 23 maja 1976 – Birmingham, Alabama, USA – Birmingham-Jefferson Convention Complex
12. 26 maja 1976 – Fort Wayne, Indiana, USA – Allen County War Memorial Coliseum
13. 28 maja 1976 – Hartford, Connecticut, USA – Colt Park
14. 12 czerwca 1976 – Pittsburgh, Pensylwania, USA – Three Rivers Stadium
15. 13 czerwca 1976 – Charleston, Wirginia Zachodnia, USA – Charleston Civic Center
16. 15 czerwca 1976 – Nashville, Tennessee, USA – Nashville Municipal Auditorium
17. 16 czerwca 1976 – Evansville, Indiana, USA – Roberts Municipal Stadium
18. 19 czerwca 1976 – Jackson, Mississippi, USA – Mississippi Coliseum
19. 21 czerwca 1976 – Pine Bluff, Arkansas, USA – Pine Bluff Convention Center
20. 22 czerwca 1976 – Tulsa, Oklahoma, USA – Expo Square Pavillion
21. 24 czerwca 1976 – Houston, Teksas, USA – Sam Houston Coliseum
22. 25 czerwca 1976 – San Antonio, Teksas, USA – Joe Freeman Coliseum
23. 27 czerwca 1976 – Nowy Orlean, Luizjana, USA – City Park Stadium
24. 29 czerwca 1976 – Dallas, Teksas, USA – Dallas Market Hall
25. 2 lipca 1976 – Birmingham, Alabama, USA – Birmingham-Jefferson Convention Complex
26. 4 lipca 1976 – Winston-Salem, Karolina Północna, USA – Groves Stadium
27. 8 lipca 1976 – Milwaukee, Wisconsin, USA – MECCA Arena
28. 10 lipca 1976 – Chicago, Illinois, USA – Comiskey Park
29. 15 lipca 1976 – Peoria, Illinois, USA – Peoria Civic Center
30. 23 lipca 1976 – Buffalo, Nowy Jork, USA – Buffalo Memorial Auditorium
31. 24 lipca 1976 – Toronto, Kanada – Maple Leaf Gardens
32. 28 lipca 1976 – Richfield, Ohio, USA – Richfield Coliseum
33. 29 lipca 1976 – Richfield, Ohio, USA – Richfield Coliseum
34. 6 sierpnia 1976 – Providence, Rhode Island, USA – Providence Civic Center
35. 9 sierpnia 1976 – Springfield, Massachusetts, USA – Springfield Civic Center
36. 10 sierpnia 1976 – Hartford, Connecticut, USA – Hartford Civic Center
37. 11 sierpnia 1976 – Hartford, Connecticut, USA – Hartford Civic Center
38. 13 sierpnia 1976 – Filadelfia, Pensylwania, USA – The Spectrum
39. 20 sierpnia 1976 – Omaha, Nebraska, USA – Omaha Civic Auditorium
40. 26 sierpnia 1976 – Fresno, Kalifornia, USA – Selland Arena
41. 27 sierpnia 1976 – Daly City, Kalifornia, USA – Cow Palace
42. 28 sierpnia 1976 – Daly City, Kalifornia, USA – Cow Palace
43. 29 sierpnia 1976 – Honolulu, Hawaje, USA – Neal S. Blaisdell Center
44. 30 sierpnia 1976 – Honolulu, Hawaje, USA – Neal S. Blaisdell Center
45. 3 września 1976 – Seattle, Waszyngton, USA – Kingdome
46. 8 września 1976 – Tempe, Arizona, USA – Sun Devil Stadium
47. 10 września 1976 – Anaheim, Kalifornia, USA – Anaheim Stadium
48. 11 września 1976 – San Diego, Kalifornia, USA – San Diego Sports Arena
49. 12 września 1976 – Anaheim, Kalifornia, USA – Anaheim Stadium
50. 13 października 1976 – Liverpool, Anglia – The Empire
51. 14 października 1976 – Glasgow, Szkocja – Apollo Theatre
52. 16 października 1976 – Birmingham, Anglia – Birmingham Odeon
53. 17 października 1976 – Londyn, Anglia – Hammersmith Odeon
54. 20 października 1976 – Kolonia, Niemcy Zachodnie – Sartory Saele
55. 21 października 1976 – Erlangen, Niemcy Zachodnie – Erlangen Stadthalle
56. 23 października 1976 – Sztokholm, Szwecja – Stockholm Concert Hall
57. 25 października 1976 – Amsterdam, Holandia – RAI
58. 26 października 1976 – Offenbach, Niemcy Zachodnie – Stadthalle Offenbach
59. 28 października 1976 – Ludwigshafen, Niemcy Zachodnie – Friedrich-Elbert-Halle
60. 30 października 1976 – Zurych, Szwajcaria – Volkshaus
61. 1 listopada 1976 – Paryż, Francja – Pavillon de Paris
62. 13 listopada 1976 – Boston, Massachusetts, USA – Boston Garden
63. 15 listopada 1976 – Boston, Massachusetts, USA – Boston Garden
64. 2 grudnia 1976 – Detroit, Michigan, USA – Cobo Arena
65. 7 grudnia 1976 – Louisville, Kentucky, USA – Freedom Hall
66. 9 grudnia 1976 – Cincinnati, Ohio, USA – Riverfront Coliseum
67. 15 grudnia 1976 – Montreal, Quebec, Kanada – Montreal Forum
68. 16 grudnia 1976 – New York City, Nowy Jork, USA – Madison Square Garden
69. 19 grudnia 1976 – Columbia, Karolina Południowa, USA – Carolina Coliseum
70. 29 stycznia 1976 – Maebashi, Japonia – Gunma Sports Center
71. 31 stycznia 1976 – Tokio, Japonia – Budokan
72. 1 lutego 1976 – Nagoja, Japonia – Nagoya Civic Assembly Hall
73. 4 lutego 1976 – Fukuoka, Japonia – Kyuden Kinen Taiikukan
74. 6 lutego 1976 – Kyoto, Japonia – Kyoto Kaikan
75. 7 lutego 1976 – Osaka, Japonia – Osaka Festival Hall
76. 9 lutego 1976 – Tokio, Japonia – Budokan